# World of Coca-Cola

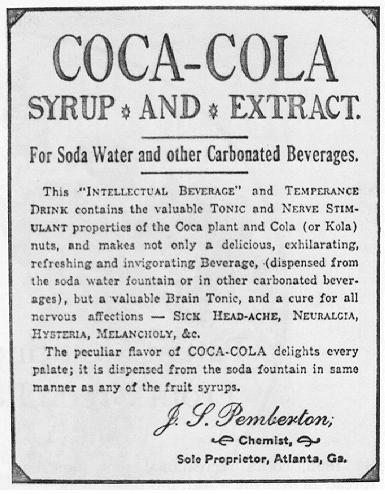
Oude reclametekst uit 1886, het jaar dat Coca-Cola is bedacht.

World of Coca-Cola is een permanente tentoonstelling in Atlanta in de Verenigde Staten. De geschiedenis en reclame van The Coca-Cola Company staan erin centraal. Ook wordt aandacht besteed aan het feit dat het bedrijf grote evenementen sponsort.
De tentoonstelling is gevestigd in een complex tegenover het Centennial Olympic Park waar ook het Georgia Aquarium is gevestigd. De expositie World of Coca-Cola werd in 2007 geopend; het verving een kleiner museum dat zeventien jaar dienst had gedaan.